# 돌무더기
천문학에서 돌무더기(rubble pile)는 하나의 거대한 암석이 아닌, 여러 작은 암석이 중력으로 뭉쳐 있는 형태의 천체를 가리키는 용어로, 조각 간 빈 공간이 있어 전체적인 밀도는 낮다.
소행성 101955 베누와 162173 류구는 전체 밀도 측정을 통해 내부 구조가 돌무더기 형태로 되어 있다고 추정된다. 또한, 혜성과 소행성체 다수도 돌무더기로 여겨진다.
행성 방어를 위해서는 돌무더기에 접근하는 것이 중요한 요소로 작용할 가능성이 있다.

## 소행성체

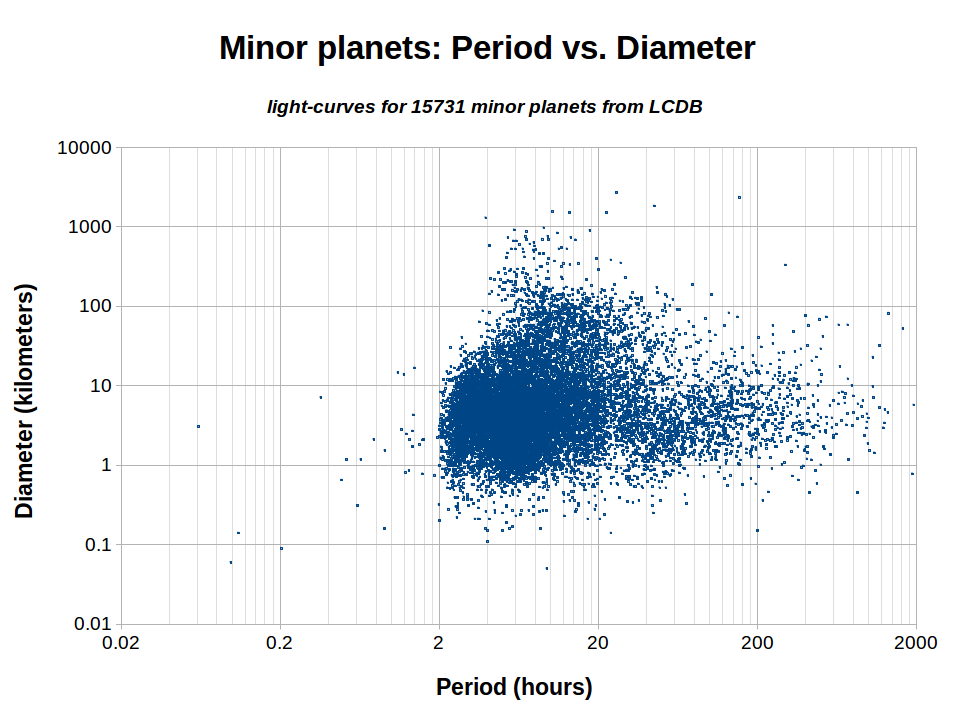
소행성체의 공전 주기. 작은 소행성체의 자전 주기는 2.2 ~ 20시간 정도이며 돌무더기로 추정된다. 자전 주기가 2.2시간보다 빠른 천체는 만약 돌무더기라면 돌무더기의 조각이 하나하나 날아가 분해되기 때문에 단일 암석으로 추정된다. 돌무더기 이론으로 빠르게 자전하는 소행성체가 드문 이유를 설명할 수 있다.

돌무더기는 소행성이나 위성이 충돌로 인해 산산조각난 후, 스스로의 중력으로 인해 하나로 뭉칠 때 형성된다. 전체 과정은 몇 시간에서 몇 주가량 걸릴 것으로 추정된다.
작은 소행성 대부분은 돌무더기로 추정된다.
돌무더기 소행성이 질량이 더 큰 천체 옆을 지나가면 기조력으로 인해 구조가 바뀐다.
소행성이 돌무더기인지 판정하는 데 주로 사용하는 방법은 소행성의 밀도를 구해보는 것으로, 일반적인 운석보다 밀도가 너무 낮은 경우를 돌무더기로 간주하고 있다. 예시로, 니어 슈메이커가 방문한 253 마틸데는 표면이 암석질인데도 부피에 비해 질량이 너무 낮아, 내부가 통째로 얼음이라 가정하여도 밀도를 설명할 수 없었다. 또한 마틸데 표면의 커다란 충돌구가 생기려면 아무리 단단하더라도 소행성이 산산조각이 났어야 한다. 이러한 점을 들어, 마틸데는 돌무더기로 추정된다. 이와 반대로, 니어 슈메이커가 탐사한 다른 소행성 433 에로스는 표면에 갈라짐이 있지만 전체적으로는 하나의 덩어리인 것으로 밝혀졌다. 최초로 돌무더기임이 반론 없이 확실시되는 천체는 25143 이토카와로, 접촉소천체가 형성되며 돌무더기가 된 것으로 보인다.
소행성의 중력은 매우 작아 속이 통째로 비는 것 도한 가능하다. 겉에서 레골리스가 완전히 덮인 것으로 보여도, 중력이 약해 레골리스 조각이 속의 빈 공간으로 떨어지지 않고 떠 있는 것일 수 있다.
큰 소행성(1 세레스, 2 팔라스, 4 베스타, 10 히기에이아, 704 인테람니아)은 모두 큰 구멍이 보이지 않는 덩어리인데, 이는 돌무더기 구조로는 충돌을 버티지 못하고 산산조각났을 것이기 때문이거나, 질량이 충분히 커 산산조각이 났어도 다시 뭉칠 만한 중력이 있었기 때문으로 보인다. 베스타는 충돌이 일어난 흔적에서 행성 분화가 일어났다는 증거가 있는데, 따라서 확실히 돌무더기가 아닌 것으로 보이며, 크기가 베스타 이상이면 돌무더기로 조각나는 것을 막아줄 수 있다는 지표로서 사용되고 있다.

## 혜성
관측 결과를 통해 혜성 핵도 하나의 덩어리가 아니라 작은 조각 여러 개가 뭉친 형태이며, 약간의 교란에도 분열할 수 있을 가능성이 제기되었는데, 혜성 핵은 소행성처럼 충돌로 생긴 조각이 뭉친 것이 아닌, 생성 당시에 조각이 뭉친 형태로 보인다. 하지만 로제타 탐사선의 탐사 결과는 실제 혜성 핵이 이보다 더 복잡한 구조임을 시사하고 있다.

## 위성
화성의 위성 포보스는 돌무더기에 두께 100 m가량의 레골리스 지각이 덮인 형태로 추정된다. 포보스는 분광 관측 결과를 통해 포획된 소행성대 소행성으로 보인다.

## 같이 보기
- 원시 행성계 원반